# Championnat du monde moins de 18 ans de hockey sur glace 2024
Navigation
Édition 2023 Édition 2025
Le Championnat du monde moins de 18 ans de hockey sur glace 2024 est la 25e édition de cette compétition de hockey sur glace organisée par la Fédération internationale de hockey sur glace. Il a lieu du 25 avril au 5 mai 2024 dans les villes finlandaises à Espoo et Vantaa.
Les divisions inférieures sont disputées indépendamment du groupe élite.

## Format de la compétition
| Niveau         | Nombre d'équipes | Lieu            | Dates (2024)         | Résultats         | Résultats          |
| Niveau         | Nombre d'équipes | Lieu            | Dates (2024)         | Vainqueur / Promu | Relégué            |
| -------------- | ---------------- | --------------- | -------------------- | ----------------- | ------------------ |
| Division élite | 10               | Espoo et Vantaa | du 25 avril au 5 mai | Canada            | Kazakhstan         |
| Division IA    | 6                | Frederikshavn   | du 14 au 20 avril    | Allemagne         | Japon              |
| Division IB    | 6                | Tallinn         | du 14 au 20 avril    | Slovénie          | Italie             |
| Division IIA   | 6                | Sosnowiec       | du 17 au 23 avril    | Pologne           | Serbie             |
| Division IIB   | 6                | Puigcerdà       | du 17 au 23 mars     | Chine             | Israël             |
| Division IIIA  | 6                | Istanbul        | du 4 au 10 mars      | Belgique          | Bosnie-Herzégovine |
| Division IIIB  | 4                | Le Cap          | du 4 au 7 mars       | Hong Kong         | Aucun              |

Le groupe principal (Division Élite) regroupe 10 équipes réparties en deux poules de 5 qui disputent un tour préliminaire : les 4 premiers de chaque poule sont qualifiés pour les quarts de finale et les derniers de chaque poule s'affrontent en 2 matchs gagnants où le perdant est relégué en Division IA.
Lors des phases de poule, les points sont attribués ainsi :
- victoire : 3 points ;
- victoire en prolongation ou aux tirs de fusillade : 2 points ;
- défaite en prolongation ou aux tirs de fusillade : 1 point ;
- défaite : 0 point.

Pour les autres divisions, les équipes s’affrontent entre elles et, à l'issue de la compétition, le premier est promu dans la division supérieure et le dernier est relégué dans la division inférieure, sauf en Division IIIB où il n'y a pas de relégation. L'attribution des points est identique à la division élite.

## Division Élite
La Division Élite regroupe 10 équipes, réparties en deux groupes :
| Groupe A (à Espoo)                                                         | Groupe B (à Vantaa)                            |
| -------------------------------------------------------------------------- | ---------------------------------------------- |
| États-Unis, tenant du titre Finlande, pays hôte Lettonie Norvège Slovaquie | Canada Kazakhstan, promu Suède Suisse Tchéquie |

### Sites de la compétition
|                                                                                  | Espoo                         | Vantaa                                  |
|                                                                                  |                               |                                         |
| Localisation de Espoo et Vantaa, dans la Région capitale, au sud de la Finlande. | Metro Areena Capacité : 6 982 | Patinoire de Tikkurila Capacité : 2 004 |

### Officiels
22 officiels, arbitres et juges de lignes, participent à la compétition (entre parenthèses, leurs numéros de maillots) :
| Taylor Burzminski (12) Emils Druseiks (11) Jesse Gour (16) Adam Kika (19) Juraj Konc (23) John Lindner (13) Alexander Österberg (15) Loïc Ruprecht Timo Ruuska (20) Johan Wedin (22) Janne Wuorenheimo (10) |

| Albert Ankerstjerne (55) Maxime Bedard (56) Renars Davidonis (61) Peter Jedlicka (57) William Kingdon (58) Luka Makinen (54) Wolfgang Puff (59) Njaal Sostumoen (50) Michael Stadler (63) Rasmus Stromberg (60) Christopher Williams (62) |

### Tour préliminaire
Légende :
- en gras, qualifié pour les quarts de finale
- en italique, joue le tour de relégation
- Pr : Prolongations
- F : Tirs de fusillade

Pour les significations des abréviations, voir statistiques du hockey sur glace.

#### Groupe A
| Clt   | Équipe     | PJ | V | VP | D | DP | BP | BC | Diff | Pts |
| ----- | ---------- | -- | - | -- | - | -- | -- | -- | ---- | --- |
| +001, | États-Unis | 4  | 4 | 0  | 0 | 0  | 33 | 7  | +26  | 12  |
| +002, | Finlande   | 4  | 3 | 0  | 1 | 0  | 18 | 10 | +8   | 9   |
| +003, | Slovaquie  | 4  | 1 | 0  | 3 | 0  | 14 | 19 | -5   | 3   |
| +004, | Lettonie   | 4  | 1 | 0  | 3 | 0  | 10 | 18 | -8   | 3   |
| +005, | Norvège    | 4  | 1 | 0  | 3 | 0  | 8  | 29 | -21  | 3   |

| 25 avril | États-Unis | 9 | 0  | Slovaquie  | [ DE 3 ]  |
| 25 avril | Lettonie   | 1 | 3  | Finlande   | [ DE 4 ]  |
| 26 avril | Slovaquie  | 3 | 5  | Lettonie   | [ DE 5 ]  |
| 26 avril | Finlande   | 7 | 0  | Norvège    | [ DE 6 ]  |
| 27 avril | Norvège    | 2 | 8  | États-Unis | [ DE 7 ]  |
| 28 avril | Slovaquie  | 0 | 4  | Finlande   | [ DE 8 ]  |
| 28 avril | États-Unis | 7 | 1  | Lettonie   | [ DE 9 ]  |
| 29 avril | Lettonie   | 3 | 5  | Norvège    | [ DE 10 ] |
| 30 avril | Norvège    | 1 | 11 | Slovaquie  | [ DE 11 ] |
| 30 avril | Finlande   | 4 | 9  | États-Unis | [ DE 12 ] |

#### Groupe B
| Clt   | Équipe     | PJ | V | VP | D | DP | BP | BC | Diff | Pts |
| ----- | ---------- | -- | - | -- | - | -- | -- | -- | ---- | --- |
| +001, | Canada     | 4  | 4 | 0  | 0 | 0  | 31 | 7  | +24  | 12  |
| +002, | Tchéquie   | 4  | 1 | 1  | 1 | 1  | 9  | 12 | -3   | 6   |
| +003, | Suède      | 4  | 1 | 1  | 1 | 1  | 15 | 12 | +3   | 6   |
| +004, | Suisse     | 4  | 1 | 0  | 2 | 0  | 8  | 16 | -8   | 4   |
| +005, | Kazakhstan | 4  | 0 | 1  | 3 | 1  | 10 | 26 | -16  | 2   |

| 25 avril | Tchéquie   | 3 | 0    | Suisse     | [ DE 13 ] |
| 25 avril | Suède      | 3 | 6    | Canada     | [ DE 14 ] |
| 26 avril | Suisse     | 5 | 2    | Kazakhstan | [ DE 15 ] |
| 26 avril | Canada     | 6 | 0    | Tchéquie   | [ DE 16 ] |
| 27 avril | Kazakhstan | 1 | 7    | Suède      | [ DE 17 ] |
| 28 avril | Suède      | 2 | 3 F  | Tchéquie   | [ DE 18 ] |
| 28 avril | Canada     | 8 | 1    | Suisse     | [ DE 19 ] |
| 29 avril | Tchéquie   | 3 | 4 Pr | Kazakhstan | [ DE 20 ] |
| 30 avril | Suisse     | 2 | 3 Pr | Suède      | [ DE 21 ] |
| 30 avril | Kazakhstan | 3 | 11   | Canada     | [ DE 22 ] |

### Tour de relégation
Les deux derniers de chaque poule s'affrontent lors d'un match unique. Le perdant est relégué en Division I. 
| 2 mai | Norvège | 6-5 (TB) (2-1, 2-2, 1-2, 0-0, 1-0) | Kazakhstan | Trio Arena 295 spectateurs |

| Feuille de match | Feuille de match | Feuille de match                            | Feuille de match | Feuille de match                                                                        |
| ---------------- | --- | ------------------------------------------- | --- | --------------------------------------------------------------------------------------- |
|                  | Vatne (Gjørvad-Molde, Eriksen) — 6 min 30 s Eriksen (Vatne, Solheim) — 13 min 46 s - Eriksen (Vatne, Dehli) — 21 min 22 s - Aaram Olsen (Dehli, Myhre) — 36 min 15 s Myhre (Dehli, Sletmoe-Kjærnet) — 46 min 37 s - Vatne — 70 min (TB) | 1-0 2-0 2-1 3-1 3-2 3-3 4-3 5-3 5-4 5-5 6-5 | - Korneyev (Tcherkassov, Kireyev) — 17 min 15 s - Bozkho (Korneyev, Kireyev) — 28 min 41 s (SN) Sarkenov (Durglishvili) — 35 min 6 s - Glukhikh (Simonov, Kazhibekov) — 51 min 4 s Shipilin (Sarkenov, Alibek) — 54 min 10 s - | Arbitrage : Jesse Gour et Timo Ruuska Juges de lignes : William Kingdon et Luka Makinen |
| Walberg          | Gardiens | Toleubay                                    | | Arbitrage : Jesse Gour et Timo Ruuska Juges de lignes : William Kingdon et Luka Makinen |
| 2 min            | Pénalités | 2 min                                       | | Arbitrage : Jesse Gour et Timo Ruuska Juges de lignes : William Kingdon et Luka Makinen |
| 32               | Tirs | 28                                          | | Arbitrage : Jesse Gour et Timo Ruuska Juges de lignes : William Kingdon et Luka Makinen |

### Phase finale

#### Tableau
Légende
- Pr : Prolongations
- F : Tirs de fusillade

|  | Quarts de finale   | Quarts de finale   |                    |                    | Demi-finales           | Demi-finales           |   |  | Finale             | Finale             |
|  | Quarts de finale   | Quarts de finale   |                    |                    | Demi-finales           | Demi-finales           |   |  | Finale             | Finale             |
|  |                    |                    |                    |                    |                        |                        |   |  |                    |                    |
|  | 2 mai, Metro Arena | 2 mai, Metro Arena |                    |                    | 4 mai, Metro Arena     | 4 mai, Metro Arena     |   |  | 5 mai, Metro Arena | 5 mai, Metro Arena |
|  | 2 mai, Metro Arena | 2 mai, Metro Arena |                    |                    | 4 mai, Metro Arena     | 4 mai, Metro Arena     |   |  | 5 mai, Metro Arena | 5 mai, Metro Arena |
|  | États-Unis         | 4                  |                    |                    | 4 mai, Metro Arena     | 4 mai, Metro Arena     |   |  | 5 mai, Metro Arena | 5 mai, Metro Arena |
|  | États-Unis         | 4                  |                    |                    | 4 mai, Metro Arena     | 4 mai, Metro Arena     |   |  | 5 mai, Metro Arena | 5 mai, Metro Arena |
|  | Suisse             | 0                  |                    |                    | 4 mai, Metro Arena     | 4 mai, Metro Arena     |   |  | 5 mai, Metro Arena | 5 mai, Metro Arena |
|  | Suisse             | 0                  | États-Unis         | 7                  |                        |                        |   |  | 5 mai, Metro Arena | 5 mai, Metro Arena |
|  | 2 mai, Trio Arena  |                    | États-Unis         | 7                  |                        |                        |   |  | 5 mai, Metro Arena | 5 mai, Metro Arena |
|  |                    | Slovaquie          | 2                  |                    |                        |                        |   |  | 5 mai, Metro Arena | 5 mai, Metro Arena |
|  | Tchéquie           | Slovaquie          | 2                  | 2                  |                        |                        |   |  | 5 mai, Metro Arena | 5 mai, Metro Arena |
|  | Tchéquie           |                    |                    | 2                  |                        |                        |   |  | 5 mai, Metro Arena | 5 mai, Metro Arena |
|  | Slovaquie          | 3                  |                    |                    |                        |                        |   |  | 5 mai, Metro Arena | 5 mai, Metro Arena |
|  | Slovaquie          | 3                  | États-Unis         | 4                  |                        |                        |   |  |                    |                    |
|  | 2 mai, Trio Arena  |                    | États-Unis         | 4                  |                        |                        |   |  |                    |                    |
|  |                    | Canada             | 6                  |                    |                        |                        |   |  |                    |                    |
|  | Canada             | Canada             | 6                  | 4                  |                        |                        |   |  |                    |                    |
|  | Canada             | 4 mai, Metro Arena |                    | 4                  |                        |                        |   |  |                    |                    |
|  | Lettonie           | 0                  |                    |                    |                        |                        |   |  |                    |                    |
|  | Lettonie           | 0                  | Canada             | 5                  |                        |                        |   |  |                    |                    |
|  | 2 mai, Metro Arena | 2 mai, Metro Arena | Canada             | 5                  | Match pour la 3e place | Match pour la 3e place |   |  |                    |                    |
|  | 2 mai, Metro Arena | 2 mai, Metro Arena |                    | Suède              | Match pour la 3e place | Match pour la 3e place | 4 |  |                    |                    |
|  | Finlande           | 1                  | 5 mai, Metro Arena | 5 mai, Metro Arena |                        |                        | 4 |  |                    |                    |
|  | Finlande           | 1                  | 5 mai, Metro Arena | 5 mai, Metro Arena |                        |                        |   |  |                    |                    |
|  | Suède              | 2                  |                    | Suède              | 4                      |                        |   |  |                    |                    |
|  | Suède              | 2                  |                    | Suède              | 4                      |                        |   |  |                    |                    |
|  |                    |                    |                    |                    |                        |                        |   |  | Slovaquie          | 0                  |
|  |                    |                    |                    |                    |                        |                        |   |  | Slovaquie          | 0                  |

#### Quarts de finale
| 2 mai | États-Unis | 4-0 (0-0, 3-0, 1-0) | Suisse | Metro Arena 1 249 spectateurs |

| Feuille de match | Feuille de match                                                                                        | Feuille de match | Feuille de match | Feuille de match                                                                            |
| ---------------- | --- | ---------------- | ---------------- | ------------------------------------------------------------------------------------------- |
|                  | Hagens (Ziemer) — 27 min 11 s Humphreys — 35 min 22 s Ziemer (Hagens) — 38 min 3 s Hagens — 50 min 27 s | 1-0 2-0 3-0 4-0  |                  | Arbitrage : Emils Druseiks et Johan Wedin Juges de lignes : Peter Jedlicka et Wolfgang Puff |
| Kempf            | Gardiens                                                                                                | Kirsch           |                  | Arbitrage : Emils Druseiks et Johan Wedin Juges de lignes : Peter Jedlicka et Wolfgang Puff |
| 12 min           | Pénalités                                                                                               | 12 min           |                  | Arbitrage : Emils Druseiks et Johan Wedin Juges de lignes : Peter Jedlicka et Wolfgang Puff |
| 35               | Tirs | 17               |                  | Arbitrage : Emils Druseiks et Johan Wedin Juges de lignes : Peter Jedlicka et Wolfgang Puff |

| 2 mai | Tchéquie | 2-3 (1-1, 0-1, 1-1) | Slovaquie | Trio Arena 380 spectateurs |

| Feuille de match | Feuille de match                                                                 | Feuille de match    | Feuille de match                                                                                             | Feuille de match                                                                                         |
| ---------------- | -------------------------------------------------------------------------------- | ------------------- | --- | --- |
|                  | - Titlbach (Zielinski, Benák) — 7 min 23 s - Fibigr (Galvas, Benák) — 51 min 2 s | 0-1 1-1 1-2 1-3 2-3 | Tomik (Pobezal, Radivojevic) — 1 min 36 s (SN) - Maruna (Chovan, Satan) — 34 min 29 s Maruna — 42 min 38 s - | Arbitrage : Alexander Österberg et Janne Wuorenheimo Juges de lignes : Maxime Bedard et Renars Davidonis |
| Milota           | Gardiens                                                                         | Lenďák              | | Arbitrage : Alexander Österberg et Janne Wuorenheimo Juges de lignes : Maxime Bedard et Renars Davidonis |
| 29 min           | Pénalités                                                                        | 6 min               | | Arbitrage : Alexander Österberg et Janne Wuorenheimo Juges de lignes : Maxime Bedard et Renars Davidonis |
| 29               | Tirs                                                                             | 31                  | | Arbitrage : Alexander Österberg et Janne Wuorenheimo Juges de lignes : Maxime Bedard et Renars Davidonis |

| 2 mai | Finlande | 1-2 (0-1, 1-1, 0-0) | Suède | Metro Arena 5 053 spectateurs |

| Feuille de match | Feuille de match                              | Feuille de match | Feuille de match                                                                       | Feuille de match                                                                                           |
| ---------------- | --------------------------------------------- | ---------------- | -------------------------------------------------------------------------------------- | --- |
|                  | - Ruohonen (Suoniemi, Loponen) — 29 min 9 s - | 0-1 1-1 1-2      | Freij (Sterner, Orrtsen) — 2 min 40 s - Berglund (Fernström, Pettersson) — 36 min 34 s | Arbitrage : Taylor Burzminski et John Linder Juges de lignes : Albert Ankerstjerne et Christopher Williams |
| Rimpinen         | Gardiens                                      | Härentsam        |                                                                                        | Arbitrage : Taylor Burzminski et John Linder Juges de lignes : Albert Ankerstjerne et Christopher Williams |
| 8 min            | Pénalités                                     | 12 min           |                                                                                        | Arbitrage : Taylor Burzminski et John Linder Juges de lignes : Albert Ankerstjerne et Christopher Williams |
| 22               | Tirs                                          | 24               |                                                                                        | Arbitrage : Taylor Burzminski et John Linder Juges de lignes : Albert Ankerstjerne et Christopher Williams |

| 2 mai | Canada | 4-0 (2-0, 0-0, 2-0) | Lettonie | Trio Arena 788 spectateurs |

| Feuille de match | Feuille de match | Feuille de match | Feuille de match | Feuille de match                                                                             |
| ---------------- | --- | ---------------- | ---------------- | -------------------------------------------------------------------------------------------- |
|                  | Masse (McKenna, Iginla) — 5 min 8 s (SN) Ritchie (Iginla, Brunicke) — 12 min 12 s Martone (Desnoyers, Brunicke) — 52 min 47 s Luchanko — 59 min (CV) | 1-0 2-0 3-0 4-0  |                  | Arbitrage : Adam Kika et Loïc Ruprecht Juges de lignes : Njaal Sostumonen et Michael Stalder |
| George           | Gardiens | Vecvanags        |                  | Arbitrage : Adam Kika et Loïc Ruprecht Juges de lignes : Njaal Sostumonen et Michael Stalder |
| 4 min            | Pénalités | 4 min            |                  | Arbitrage : Adam Kika et Loïc Ruprecht Juges de lignes : Njaal Sostumonen et Michael Stalder |
| 38               | Tirs | 23               |                  | Arbitrage : Adam Kika et Loïc Ruprecht Juges de lignes : Njaal Sostumonen et Michael Stalder |

#### Demi-finales
| 4 mai | États-Unis | 7-2 (2-1, 3-0, 2-1) | Slovaquie | Metro Arena 2 665 spectateurs |

| Feuille de match                          | Feuille de match | Feuille de match                           | Feuille de match                                                        | Feuille de match                                                                                  |
| ----------------------------------------- | --- | ------------------------------------------ | ----------------------------------------------------------------------- | ------------------------------------------------------------------------------------------------- |
|                                           | Stiga (Hensler, Hagens) — 3 min 8 s Eiserman (Plante, Hagens) — 12 min 5 s (SN) - Plante (Laurila, Bednarik) — 22 min 53 s Hutson (Hagens, Ziemer) — 29 min 34 s (SN) Skahan (Mooney, Humphreys) — 34 min 26 s Eiserman (Plante, Hutson) — 40 min 33 s (SN) Plante (Mooney, Emery) — 51 min 58 s - | 1-0 2-0 2-1 3-1 4-1 5-1 6-1 7-1 7-2        | - Nemec (Pitka, Chrenko) — 12 min 45 s - Chrenko (Maruna) — 59 min 18 s | Arbitrage : Jesse Gour et Alexander Österberg Juges de lignes : Maxime Bedard et Rasmus Stromberg |
| Kempf (46 min 16 s) Parsons (13 min 42 s) | Gardiens | Lenďák (29 min 34 s) Haronik (30 min 26 s) |                                                                         | Arbitrage : Jesse Gour et Alexander Österberg Juges de lignes : Maxime Bedard et Rasmus Stromberg |
| 16 min                                    | Pénalités | 12 min                                     |                                                                         | Arbitrage : Jesse Gour et Alexander Österberg Juges de lignes : Maxime Bedard et Rasmus Stromberg |
| 40                                        | Tirs | 22                                         |                                                                         | Arbitrage : Jesse Gour et Alexander Österberg Juges de lignes : Maxime Bedard et Rasmus Stromberg |

| 4 mai | Canada | 5-4 (4-0, 1-2, 0-2) | Suède | Metro Arena 2 808 spectateurs |

| Feuille de match | Feuille de match | Feuille de match                    | Feuille de match | Feuille de match                                                                                           |
| ---------------- | --- | ----------------------------------- | --- | --- |
|                  | Greentree (Gill, Josephson) — 2 min 18 s McKenna (Martone, Schaefer) — 7 min 7 s Iginla (Schaefer, Ritchie) — 8 min 10 s Ritchie (Marrelli, Iginla) — 18 min 25 s - Mews (Desnoyers, Martone) — 27 min 7 s - | 1-0 2-0 3-0 4-0 4-1 5-1 5-2 5-3 5-4 | - Nordlund (Eriksson) — 23 min 53 s - Nordlund (Reij, Eriksson) — 28 min 29 s Eklund (Nordlund, Sahlin Wallenius) — 47 min 58 s Orrsten (Gustafsson, Hesselvall) — 54 min 19 s | Arbitrage : John Linder et Janne Wuorenheimo Juges de lignes : Albert Ankerstjerne et Christopher Williams |
| George           | Gardiens | Härenstam                           | | Arbitrage : John Linder et Janne Wuorenheimo Juges de lignes : Albert Ankerstjerne et Christopher Williams |
| 33 min           | Pénalités | 18 min                              | | Arbitrage : John Linder et Janne Wuorenheimo Juges de lignes : Albert Ankerstjerne et Christopher Williams |
| 26               | Tirs | 35                                  | | Arbitrage : John Linder et Janne Wuorenheimo Juges de lignes : Albert Ankerstjerne et Christopher Williams |

#### Match pour la troisième place
| 5 mai | Suède | 4-0 (0-0, 0-0, 4-0) | Slovaquie | Metro ArenaLuka Makinen 2 501 spectateurs |

| Feuille de match | Feuille de match | Feuille de match | Feuille de match | Feuille de match                                                                     |
| ---------------- | --- | ---------------- | ---------------- | ------------------------------------------------------------------------------------ |
|                  | Pettersson (Freij, Fernström) — 49 min 16 s Fernström (Berglund) — 56 min 24 s Freij (Berglund, Pettersson) — 58 min 39 s (SN) Eklund — 59 min 23 s | 1-0 2-0 3-0 4-0  |                  | Arbitrage : Taylor Burzminski et Jesse Gour Juges de lignes : Albert Ankerstjerne et |
| Härentstam       | Gardiens | Lenďák           |                  | Arbitrage : Taylor Burzminski et Jesse Gour Juges de lignes : Albert Ankerstjerne et |
| 10 min           | Pénalités | 8 min            |                  | Arbitrage : Taylor Burzminski et Jesse Gour Juges de lignes : Albert Ankerstjerne et |
| 29               | Tirs | 36               |                  | Arbitrage : Taylor Burzminski et Jesse Gour Juges de lignes : Albert Ankerstjerne et |

#### Finale
| 5 mai | États-Unis | 4-6 (1-0, 2-2, 1-4) | Canada | Metro Arena 5 800 spectateurs |

| Feuille de match | Feuille de match | Feuille de match                        | Feuille de match | Feuille de match                                                                                    |
| ---------------- | --- | --------------------------------------- | --- | --------------------------------------------------------------------------------------------------- |
|                  | Humphreys (Hensler, Connelly) — 19 min 8 s - Eiserman (Hutson) — 28 min 31 s (SN) Hutson (Vansaghi, Skahan) — 33 min 4 s - Ziemer (Emery, Hutson) — 55 min 36 s - | 1-0 1-1 2-1 3-1 3-2 3-3 3-4 3-5 4-5 4-6 | - Ritchie (Schaefer, Mews) — 25 min 31 s - McKenna (Iginla, Mews) — 35 min 40 s (SN) McKenna (Iginla, Martone) — 50 min 25 s (SN) Beaudoin (Luchanko, Ritchie) — 53 min 40 s (SN) Iginla (McKenna, Mews) — 54 min 19 s (SN) - McKenna (George) — 58 min 42 s (CV) | Arbitrage : Alexander Österberg et Johan Wedin Juges de lignes : Maxime Bedard et Rasmums Stromberg |
| Kempf            | Gardiens | George                                  | | Arbitrage : Alexander Österberg et Johan Wedin Juges de lignes : Maxime Bedard et Rasmums Stromberg |
| 31 min           | Pénalités | 8 min                                   | | Arbitrage : Alexander Österberg et Johan Wedin Juges de lignes : Maxime Bedard et Rasmums Stromberg |
| 35               | Tirs | 25                                      | | Arbitrage : Alexander Österberg et Johan Wedin Juges de lignes : Maxime Bedard et Rasmums Stromberg |

### Classement final
| Place              | Équipe     |
| ------------------ | ---------- |
| Médaille d'or      | Canada     |
| Médaille d'argent  | États-Unis |
| Médaille de bronze | Suède      |
| 4                  | Slovaquie  |
| 5                  | Finlande   |
| 6                  | Tchéquie   |
| 7                  | Suisse     |
| 8                  | Lettonie   |
| 9                  | Norvège    |
| 10                 | Kazakhstan |

- en italique, relégué en division IA

### Récompenses individuelles
| Poste      | Joueurs          |
| ---------- | ---------------- |
| Gardien    | Carter George    |
| Défenseurs | Cole Hutson      |
| Défenseurs | Luka Radivojevic |
| Attaquants | James Hagens     |
| Attaquants | Gavin McKenna    |
| Attaquants | Porter Martone   |
| MVP        | James Hagens     |

| Poste     | Joueurs       |
| --------- | ------------- |
| Gardien   | Carter George |
| Défenseur | Hutson Cole   |
| Attaquant | James Hagens  |

### Statistiques individuelles
Pour les significations des abréviations, voir statistiques du hockey sur glace.
| Clt | Joueur          | Équipe     | PJ | B | A  | Pts | Pun | +/- |
| --- | --------------- | ---------- | -- | - | -- | --- | --- | --- |
| 1   | James Hagens    | États-Unis | 6  | 9 | 13 | 22  | 4   | +14 |
| 2   | Gavin McKenna   | Canada     | 6  | 7 | 9  | 16  | 0   | +9  |
| 3   | Porter Martone  | Canada     | 6  | 5 | 11 | 16  | 4   | +12 |
| 4   | Teddy Stiga     | États-Unis | 6  | 6 | 5  | 11  | 4   | +14 |
| 4   | Max Plante      | États-Unis | 6  | 2 | 9  | 11  | 2   | +2  |
| 6   | Brodie Ziemer   | États-Unis | 6  | 2 | 9  | 11  | 0   | +15 |
| 7   | Cole Eiserman   | États-Unis | 6  | 8 | 2  | 10  | 2   | +1  |
| 8   | Cole Hutson     | États-Unis | 6  | 3 | 7  | 10  | 4   | +14 |
| 9   | Tij Iginla      | Canada     | 6  | 5 | 4  | 9   | 0   | +5  |
| 10  | Trevor Connelly | États-Unis | 6  | 4 | 4  | 8   | 6   | +6  |

| Clt                                                                                               | Joueur               | Équipe     | PJ | Min          | BC | Moy  | %Arr  | Bl |
| ------------------------------------------------------------------------------------------------- | -------------------- | ---------- | -- | ------------ | -- | ---- | ----- | -- |
| 1                                                                                                 | Nicholas Kempf       | États-Unis | 6  | 318 min 9 s  | 10 | 1,89 | 91,87 | 2  |
| 2                                                                                                 | Carter George        | Canada     | 6  | 360 min      | 14 | 2,33 | 91,46 | 2  |
| 3                                                                                                 | Love Härenstam       | Suède      | 7  | 424 min 47 s | 16 | 2,26 | 91,01 | 1  |
| 4                                                                                                 | Mikus Vecvanags      | Lettonie   | 4  | 187 min 32 s | 12 | 3,84 | 89,38 | 0  |
| 5                                                                                                 | Jakub Milota         | Tchéquie   | 5  | 255 min 28 s | 13 | 3,05 | 88,18 | 1  |
| 6                                                                                                 | Petteri Rimpinen     | Finlande   | 4  | 220 min 47 s | 11 | 2,99 | 87,64 | 1  |
| 7                                                                                                 | Christian Kirsch     | Suisse     | 5  | 267 min 21 s | 16 | 3,59 | 87,20 | 0  |
| 8                                                                                                 | Abykaikhan Toleubay  | Kazakhstan | 2  | 134 min 3 s  | 8  | 3,58 | 87,10 | 0  |
| 9                                                                                                 | Tanirkhan Alpysbayev | Kazakhstan | 3  | 150 min 26 s | 19 | 7,58 | 85,93 | 0  |
| 10                                                                                                | Amund Martinsen      | Norvège    | 3  | 135 min 40 s | 16 | 7,08 | 84,31 | 0  |
| 11                                                                                                | Alan Lenďák          | Slovaquie  | 5  | 268 min 32 s | 20 | 4,47 | 84,00 | 0  |
| 12                                                                                                | Markus Walberg       | Norvège    | 4  | 174 min 20 s | 18 | 6,20 | 83,93 | 0  |
| Nota : seuls sont classés les gardiens ayant joué au minimum 40 % du temps de jeu de leur équipe. |                      |            |    |              |    |      |       |    |

## Autres divisions

### Division I

#### Groupe A
La compétition se déroule du 14 au 20 avril 2024 à Frederikshavn au Danemark.
Légende :
- en gras, promu en division élite
- en italique, relégué en division IB
- Pr : Prolongations
- F : Tirs de fusillade

Pour les significations des abréviations, voir statistiques du hockey sur glace.
| Clt   | Équipe      | PJ | V | VP | D | DP | BP | BC | Diff | Pts |
| ----- | ----------- | -- | - | -- | - | -- | -- | -- | ---- | --- |
| +001, | Allemagne R | 5  | 4 | 1  | 0 | 0  | 25 | 11 | +14  | 14  |
| +002, | Ukraine     | 5  | 4 | 0  | 0 | 1  | 18 | 10 | +8   | 13  |
| +003, | Autriche P  | 5  | 2 | 1  | 2 | 0  | 21 | 14 | +7   | 8   |
| +004, | Hongrie     | 5  | 2 | 0  | 2 | 1  | 21 | 25 | -4   | 7   |
| +005, | Danemark H  | 5  | 1 | 0  | 4 | 0  | 10 | 20 | -10  | 3   |
| +006, | Japon       | 5  | 0 | 0  | 5 | 0  | 11 | 26 | -15  | 0   |

| 14 avril | Autriche  | 2    | 3 | Allemagne |
| 14 avril | Hongrie   | 4    | 1 | Danemark  |
| 14 avril | Ukraine   | 4    | 1 | Japon     |
| 15 avril | Allemagne | 8    | 2 | Hongrie   |
| 15 avril | Japon     | 3    | 6 | Autriche  |
| 15 avril | Danemark  | 1    | 3 | Ukraine   |
| 17 avril | Autriche  | 6 F  | 5 | Hongrie   |
| 17 avril | Allemagne | 2 Pr | 1 | Ukraine   |
| 17 avril | Danemark  | 4    | 2 | Japon     |
| 18 avril | Hongrie   | 4    | 7 | Ukraine   |
| 18 avril | Japon     | 2    | 6 | Allemagne |
| 18 avril | Danemark  | 0    | 5 | Autriche  |
| 20 avril | Ukraine   | 3    | 2 | Autriche  |
| 20 avril | Japon     | 3    | 6 | Hongrie   |
| 20 avril | Allemagne | 6    | 4 | Danemark  |

#### Groupe B
La compétition se déroule du 14 au 20 avril 2024 à Tallinn en Estonie.
Légende :
- en gras, promu en division IA
- en italique, relégué en division IIA
- Pr : Prolongations
- F : Tirs de fusillade

Pour les significations des abréviations, voir statistiques du hockey sur glace.
| Clt   | Équipe       | PJ | V | VP | D | DP | BP | BC | Diff | Pts |
| ----- | ------------ | -- | - | -- | - | -- | -- | -- | ---- | --- |
| +001, | Slovénie     | 5  | 4 | 0  | 1 | 0  | 29 | 14 | +15  | 12  |
| +002, | Lituanie P   | 5  | 3 | 1  | 1 | 0  | 16 | 12 | +4   | 11  |
| +003, | Estonie H    | 5  | 2 | 0  | 3 | 0  | 13 | 20 | -7   | 6   |
| +004, | France R     | 5  | 2 | 0  | 3 | 0  | 15 | 19 | -4   | 6   |
| +005, | Corée du Sud | 5  | 2 | 0  | 3 | 0  | 15 | 17 | -2   | 6   |
| +006, | Italie       | 5  | 1 | 0  | 3 | 1  | 10 | 16 | -6   | 4   |

| 14 avril | Lituanie     | 3 | 1    | France       |
| 14 avril | Estonie      | 0 | 4    | Italie       |
| 14 avril | Corée du Sud | 5 | 3    | Slovénie     |
| 15 avril | Italie       | 1 | 2 Pr | Lituanie     |
| 15 avril | France       | 3 | 1    | Corée du Sud |
| 15 avril | Slovénie     | 6 | 2    | Estonie      |
| 17 avril | Slovénie     | 4 | 3    | Italie       |
| 17 avril | Lituanie     | 5 | 2    | Corée du Sud |
| 17 avril | France       | 3 | 4    | Estonie      |
| 19 avril | Italie       | 0 | 6    | France       |
| 19 avril | Slovénie     | 5 | 2    | Lituanie     |
| 19 avril | Corée du Sud | 3 | 4    | Estonie      |
| 20 avril | France       | 2 | 11   | Slovénie     |
| 20 avril | Estonie      | 3 | 4    | Lituanie     |
| 20 avril | Italie       | 2 | 4    | Corée du Sud |

### Division II

#### Groupe A
La compétition se déroule du 17 au 23 avril 2024 à Sosnowiec en Pologne.
Légende :
- en gras, promu en division IB
- en italique, relégué en division IIB
- Pr : Prolongations

Pour les significations des abréviations, voir statistiques du hockey sur glace.
| Clt   | Équipe          | PJ | V | VP | D | DP | BP | BC | Diff | Pts |
| ----- | --------------- | -- | - | -- | - | -- | -- | -- | ---- | --- |
| +001, | Pologne H, R    | 5  | 5 | 0  | 0 | 0  | 34 | 5  | +29  | 15  |
| +002, | Grande-Bretagne | 5  | 4 | 0  | 1 | 0  | 30 | 11 | +19  | 12  |
| +003, | Pays-Bas P      | 5  | 3 | 0  | 2 | 0  | 18 | 19 | -1   | 9   |
| +004, | Roumanie        | 5  | 1 | 0  | 3 | 1  | 8  | 25 | -17  | 4   |
| +005, | Croatie         | 5  | 1 | 0  | 4 | 0  | 11 | 21 | -10  | 3   |
| +006, | Serbie          | 5  | 0 | 1  | 4 | 0  | 6  | 26 | -20  | 2   |

| 17 avril | Croatie         | 2    | 3 | Roumanie        |
| 17 avril | Grande-Bretagne | 4    | 6 | Pologne         |
| 17 avril | Pays-Bas        | 7    | 2 | Serbie          |
| 18 avril | Croatie         | 2    | 4 | Grande-Bretagne |
| 18 avril | Roumanie        | 2    | 5 | Pays-Bas        |
| 18 avril | Pologne         | 10   | 1 | Serbie          |
| 20 avril | Grande-Bretagne | 4    | 0 | Serbie          |
| 20 avril | Pologne         | 7    | 0 | Roumanie        |
| 20 avril | Croatie         | 3    | 5 | Pays-Bas        |
| 21 avril | Roumanie        | 2    | 9 | Grande-Bretagne |
| 21 avril | Serbie          | 1    | 4 | Croatie         |
| 21 avril | Pays-Bas        | 0    | 3 | Pologne         |
| 23 avril | Serbie          | 2 Pr | 1 | Roumanie        |
| 23 avril | Grande-Bretagne | 9    | 1 | Pays-Bas        |
| 23 avril | Pologne         | 8    | 0 | Croatie         |

#### Groupe B
La compétition se déroule du 17 au 23 mars 2024 à Puigcerdà en Espagne.
Légende :
- en gras, promu en division IIA
- en italique, relégué en division IIIA
- Pr : Prolongations

Pour les significations des abréviations, voir statistiques du hockey sur glace.
| Clt   | Équipe         | PJ | V | VP | D | DP | BP | BC | Diff | Pts |
| ----- | -------------- | -- | - | -- | - | -- | -- | -- | ---- | --- |
| +001, | Chine          | 5  | 5 | 0  | 0 | 0  | 33 | 14 | +19  | 15  |
| +002, | Espagne H, R   | 5  | 3 | 0  | 1 | 1  | 30 | 15 | +15  | 10  |
| +003, | Bulgarie       | 5  | 2 | 1  | 2 | 0  | 23 | 22 | +1   | 8   |
| +004, | Australie      | 5  | 2 | 0  | 2 | 1  | 23 | 23 | 0    | 7   |
| +005, | Taipei chinois | 5  | 1 | 1  | 3 | 0  | 15 | 26 | -11  | 5   |
| +006, | Israël P       | 5  | 0 | 0  | 5 | 0  | 18 | 42 | -24  | 0   |

| 17 mars | Chine          | 6  | 3    | Australie      |
| 17 mars | Israël         | 6  | 7    | Bulgarie       |
| 17 mars | Taipei chinois | 0  | 6    | Espagne        |
| 18 mars | Australie      | 12 | 4    | Israël         |
| 18 mars | Chine          | 5  | 3    | Taipei chinois |
| 18 mars | Espagne        | 4  | 5 Pr | Bulgarie       |
| 20 mars | Taipei chinois | 2  | 8    | Bulgarie       |
| 20 mars | Chine          | 7  | 4    | Israël         |
| 20 mars | Espagne        | 7  | 1    | Australie      |
| 21 mars | Bulgarie       | 2  | 7    | Chine          |
| 21 mars | Australie      | 4  | 5 Pr | Taipei chinois |
| 21 mars | Israël         | 1  | 11   | Espagne        |
| 23 mars | Taipei chinois | 5  | 3    | Israël         |
| 23 mars | Bulgarie       | 1  | 3    | Australie      |
| 23 mars | Espagne        | 2  | 8    | Chine          |

### Division III

#### Groupe A
La compétition se déroule du 4 au 10 mars 2024 à Istanbul en Turquie.
Légende :
- en gras, promu en division IIB
- en italique, relégué en division IIIB

Pour les significations des abréviations, voir statistiques du hockey sur glace.
| Clt   | Équipe             | PJ | V | VP | D | DP | BP | BC | Diff | Pts |
| ----- | ------------------ | -- | - | -- | - | -- | -- | -- | ---- | --- |
| +001, | Belgique R         | 5  | 5 | 0  | 0 | 0  | 33 | 11 | +22  | 15  |
| +002, | Mexique            | 5  | 4 | 0  | 1 | 0  | 24 | 15 | +9   | 12  |
| +003, | Turquie H          | 5  | 3 | 0  | 2 | 0  | 38 | 19 | +19  | 9   |
| +004, | Islande            | 5  | 2 | 0  | 3 | 0  | 26 | 19 | +7   | 6   |
| +005, | Nouvelle-Zélande P | 5  | 1 | 0  | 4 | 0  | 21 | 31 | -10  | 3   |
| +006, | Bosnie-Herzégovine | 5  | 0 | 0  | 5 | 0  | 7  | 54 | -47  | 0   |

| 4 mars  | Nouvelle-Zélande   | 2  | 5  | Mexique            |
| 4 mars  | Islande            | 13 | 1  | Bosnie-Herzégovine |
| 4 mars  | Turquie            | 3  | 5  | Belgique           |
| 5 mars  | Bosnie-Herzégovine | 2  | 7  | Nouvelle-Zélande   |
| 5 mars  | Belgique           | 8  | 0  | Mexique            |
| 5 mars  | Islande            | 3  | 7  | Turquie            |
| 7 mars  | Belgique           | 9  | 2  | Bosnie-Herzégovine |
| 7 mars  | Islande            | 6  | 2  | Nouvelle-Zélande   |
| 7 mars  | Turquie            | 2  | 4  | Mexique            |
| 8 mars  | Nouvelle-Zélande   | 4  | 7  | Belgique           |
| 8 mars  | Mexique            | 5  | 2  | Islande            |
| 8 mars  | Bosnie-Herzégovine | 1  | 15 | Turquie            |
| 10 mars | Mexique            | 10 | 1  | Bosnie-Herzégovine |
| 10 mars | Belgique           | 4  | 2  | Islande            |
| 10 mars | Turquie            | 11 | 6  | Nouvelle-Zélande   |

#### Groupe B
La compétition se déroule du 4 au 7 mars 2023 au Cap en Afrique du Sud.
Légende :
- en gras, promu en division IIIA

Pour les significations des abréviations, voir statistiques du hockey sur glace.
| Clt   | Équipe         | PJ | V | VP | D | DP | BP | BC | Diff | Pts |
| ----- | -------------- | -- | - | -- | - | -- | -- | -- | ---- | --- |
| +001, | Hong Kong      | 3  | 2 | 0  | 1 | 0  | 20 | 7  | +13  | 6   |
| +002, | Turkménistan   | 3  | 2 | 0  | 1 | 0  | 16 | 12 | +4   | 6   |
| +003, | Thaïlande      | 3  | 2 | 0  | 1 | 0  | 17 | 10 | +7   | 6   |
| +004, | Afrique du Sud | 3  | 0 | 0  | 3 | 0  | 5  | 29 | -24  | 0   |

| 4 mars | Thaïlande      | 2  | 7 | Turkménistan   |
| 4 mars | Hong Kong      | 11 | 1 | Afrique du Sud |
| 5 mars | Turkménistan   | 3  | 8 | Hong Kong      |
| 5 mars | Thaïlande      | 12 | 2 | Afrique du Sud |
| 7 mars | Hong Kong      | 1  | 3 | Thaïlande      |
| 7 mars | Afrique du Sud | 3  | 6 | Turkménistan   |

Hong Kong, le Turkménistan et la Thaïlande terminent la compétition avec le même nombre de points. Pour les départager, les règles suivantes sont appliquées : 
1. nombre total de points ;
2. nombre de points lors des rencontres particulières ;
3. différence de buts lors des rencontres particulières ;
4. nombre de buts marqués lors des rencontres particulières ;
5. résultat contre l'équipe la mieux classée la plus proche en dehors des équipes à égalité ;
6. résultat contre l'équipe la deuxième mieux classée en dehors des équipes à égalité ;
7. classement avant le tournoi.

Il ressort de l'application de ces règles que :
1. le nombre total de points de chaque équipe est de 6, il faut donc appliquer le 2e critère de départage ;
2. à l'issue des rencontres particulières, chaque équipe a 3 points, il faut donc appliquer le 3e critère de départage ;
3. les différences de buts des équipes lors des rencontres particulières sont : +3 pour Hong Kong, 0 pour le Turkménistan et -3 pour la Thaïlande. Le départage sur le 3e critère est donc suffisant.